# Дзета Южной Рыбы
Дзета Южной Рыбы (Zeta PsA, ζ Piscis Austrini, ζ PsA) — звезда в созвездии Южной Рыбы. Имеет видимую звёздную величину +6.43 и видна невооружённым глазом на деревенско-пригородном небе (в зените). Находится на расстоянии 399 световых лет от Солнца, является 
жёлто-оранжевым гигантом. Возможно, является переменной звездой.
С Бетой и Дельтой она образует китайский астеризм Tien Kang («небесный канат»).